# Wartrace
Wartrace – miasto w Stanach Zjednoczonych, w stanie Tennessee, w hrabstwie Bedford.